# GE Consumer & Industrial
GE Consumer & Industrial — подразделение компании General Electric. Президент и управляющий — Джим Кэмбелл.
История подразделения GE Consumer & Industrial Digital Energy началась с голландской фирмы Victron, которая в 1994 г. в результате слияния со швейцарской Invertomatic превратилась в компанию IMV (Invertomatic Victron Energy Systems). Швейцарско-голландское предприятие, выпуская полный спектр ИБП, тем не менее, сосредоточилось на профессиональном оборудовании для среднего и высшего ценовых сегментов. 
Но время шло, рынок менялся, и в июле 2001 г. IMV влилась в корпоративную семью американского гиганта General Electric, а точнее в подразделение Consumer & Industrial. Это сопровождалось сменой бренда на Digital Energy, а также легкой коррекцией стратегии. В частности, компания активнее взялась за рынок ИБП нижней ценовой категории, тем самым добавив и расширив линейку предлагаемого оборудования и решений.
- Appliences (бытовая техника — холодильники, стиральные машины, посудомоечные машины)- в настоящий момент продано
- GE Power Protection (низковольтное оборудование- автоматические выключатели, контакторы, реле, преобразователи частоты, устройства защитного отключения)
- Lighting (осветительный бизнес — светильники и источники света)
- Digital Energy (устройства бесперебойного питания)